# مصلحة السجون الصومالية
قوات مصلحة السجون الصومالية (بالصومالية: Ciidanka Asluubta Soomaaliyeed)‏ فيلق تابع لقوات الشرطة الصومالية، وهو المسؤول عن صيانة السجون وحراستها، كما أنه يعتبر جزءا من القوات المسلحة الصومالية نظرا لقيام أفراده بإجراء تحقيقات عسكرية كما يُقدم المنتسبون إليه إلى المحاكم العسكرية حال اتهامهم، وذلك لأن الشرطة دُمجت في القوات المسلحة عام 1960 وظلت كذلك حتى فُصلت في بدايات القرن الحادي عشر، غير أن الفيلق لا يزال يحتفظ بنفس الصلاحيات والمسؤوليات التي كان يتمتع بها منذ عام 1960، وشُكّل الفيلق على غرار قوات الدرك الإيطالية، سوى أنه يخضع لإشراف وزارة الداخلية.

## خلفية تاريخية
في عام 1884 شكلت الحكومة البريطانية قوات شرطية مسلحة لمراقبة الساحل الصومالي، في عام 1910 أنشأ البريطانيون شرطة ساحل الصومال البريطاني، وفي عام 1912 أنشأوا فيلق الجمال في صوماليلاند لمراقبة المناطق الداخلية.
في عام 1926 شكلت السلطات الاستعمارية قوات الشرطة في الصومال البريطاني، وضمت القوة -التي قادها ضباط بريطانيون- جنود صوماليون برتب منخفضة، ودعمت قوات الشرطة الريفية المسلحة هذه القوة من خلال تقديم الجناة إلى المحاكمة، وحراسة السجناء، وتسيير دوريات في البلدات، ومرافقة رجال القبائل الرحل فوق مناطق الرعي.
في عام 1960، انضمت كشافة الصومال البريطاني إلى (الشرطة الصومالية) (1910-1960) لتشكيل فيلق مصلحة السجون الصومالية والذي تكون في بداياته من حوالي بضع مئات من الرجال، في الوقت الذي شكلت فيه السلطات قوة جديدة أسمتها (دراويش الشرطة) (بالصومالية: Daraawishta Booliska)‏ تضم ما يقرب من 1000فرد، وكانت عبارة عن مجموعة متنقلة تستخدم للحفاظ على السلام بين العشائر المتحاربة في الداخل، وبما أن قوة الشرطة كانت تعمل كقوة شرطة مدنية، فقد قام فيلق مصلحة السجون بأدوار من شأنها أن تكون أكثر انسجاما مع قوات الشرطة العسكرية، واعتبرت الحكومة قوات مصلحة السجون جزءًا من القوات المسلحة حتى عام 1991، وبعد ذلك وضع الفيلق تحت إشراف وزارة الداخلية بدلاً من القوات المسلحة.

## مهام الفيلق
- تشغيل السجون
- نقل المشتبه بهم
- إجراء التحقيقات في الجرائم العسكرية

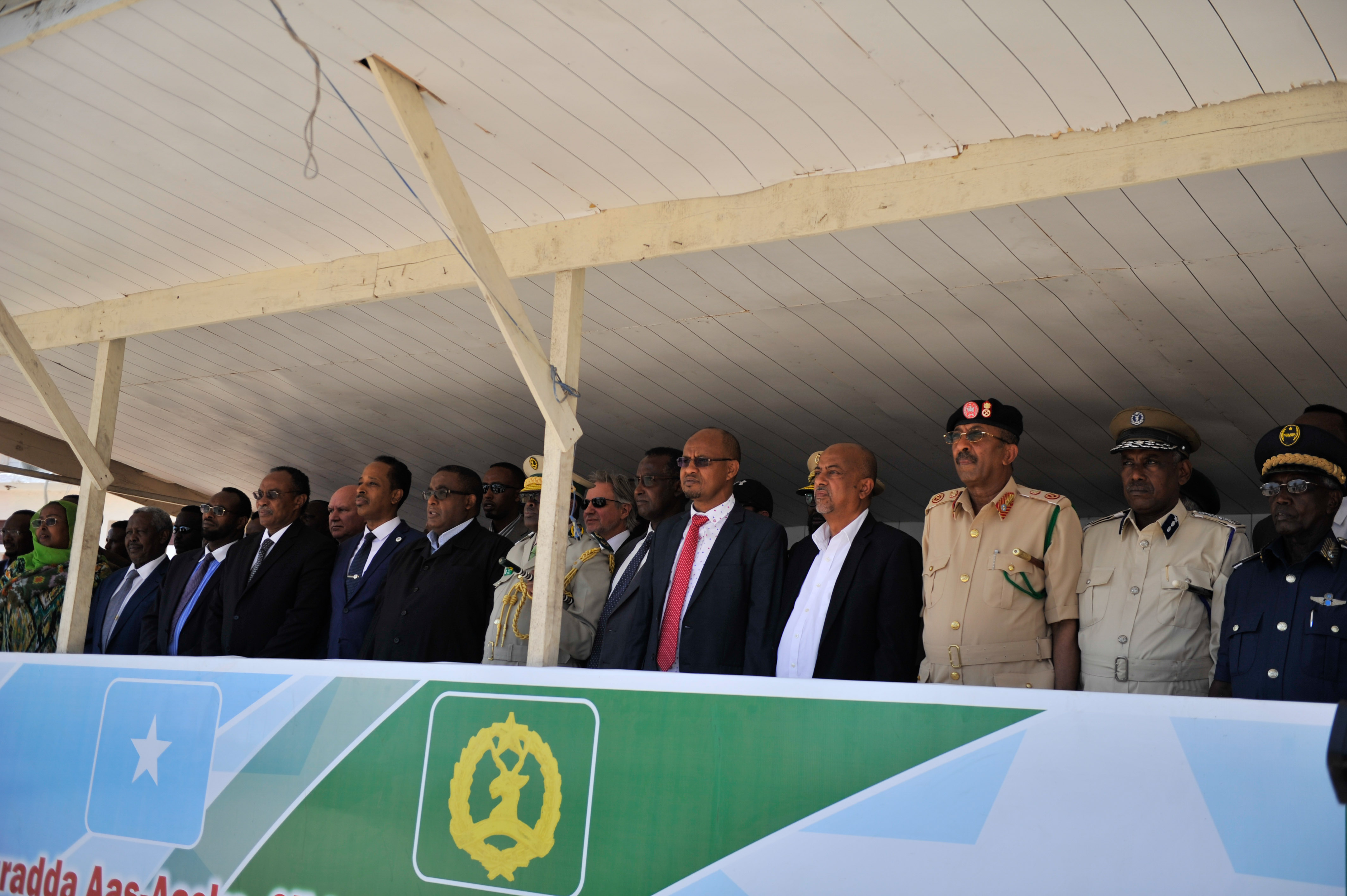
كبار المسؤولين السياسيين والعسكريين في افتتاح سجن جديد، 2016 (ملاحظة: شعار الفيلق هو نسخة باللونين الأخضر والذهبي من شعار قوة الشرطة).

- ضبط القوات المسلحة
- السلامة العامة

## المعدات
يبدو الزي الرسمي للفيلق أكثر شبهاً بالزي العسكري، إلا أنه يتميز بقبعاته الخضراء وربطات العنق ولون شارات الرتبة، كما أنه يستخدم الفيلق كذلك زيًا أخضر داكنًا في جنوب البلاد، وإضافة إلى ذلك فإن معدات الفيلق من الأسلحة هو نفس مخزون الجيش بسبب الحظر الذي يمنع الحكومة من الحصول على المزيد من الأسلحة.

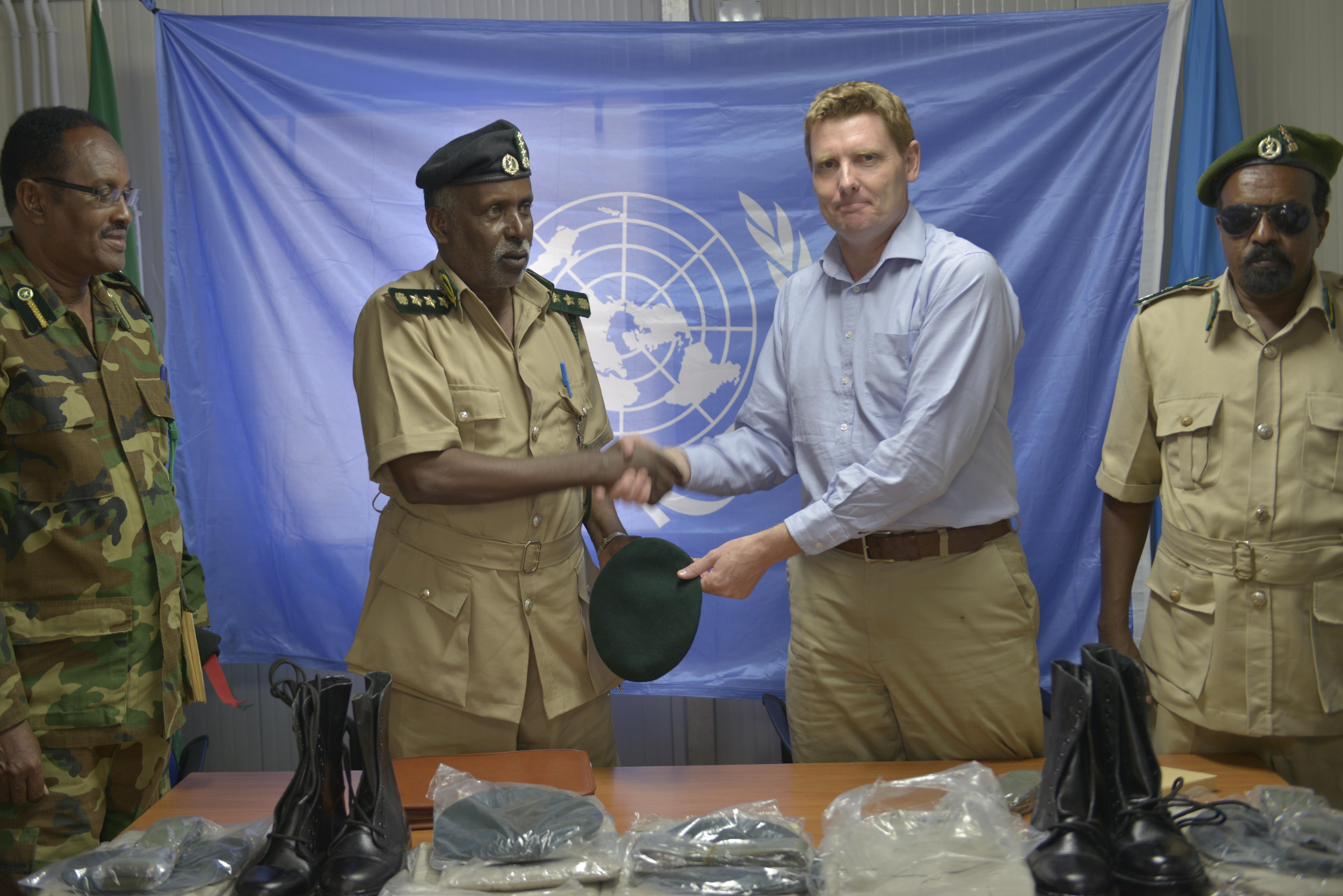
كبار ضباط مصلحة السجون في عام 2014

|                   | المنشأ            | النوع     | ملحوظات |
| ----------------- | ----------------- | --------- | ------- |
| مسدس توكاريف      | الاتحاد السوفيتي  | مسدس      |         |
| مسدس ماكاروف      | الاتحاد السوفياتي | مسدس      |         |
| الرشاش الاسترليني | المملكة المتحدة   | مدفع رشاش |         |
| ايه كيه-47        | الاتحاد السوفيتي  | بندقية    |         |
| ايه كيه ام        | الاتحاد السوفيتي  | بندقية    |         |
| ايه كيه-74        | الاتحاد السوفياتي | بندقية    |         |
| في زي 58          | جمهورية التشيك    | بندقية    |         |